# Franklin Park (Florida)
Franklin Park es un lugar designado por el censo ubicado en el condado de Broward en el estado estadounidense de Florida. En el Censo de 2010 tenía una población de 860 habitantes y una densidad poblacional de 4.203,14 personas por km².

## Geografía
Franklin Park se encuentra ubicado en las coordenadas 26°8′3″N 80°10′35″O / 26.13417, -80.17639. Según la Oficina del Censo de los Estados Unidos, Franklin Park tiene una superficie total de 0.2 km², de la cual 0.2 km² corresponden a tierra firme y (0%) 0 km² es agua.

## Demografía
Según el censo de 2010, había 860 personas residiendo en Franklin Park. La densidad de población era de 4.203,14 hab./km². De los 860 habitantes, Franklin Park estaba compuesto por el 0.47% blancos, el 97.91% eran afroamericanos, el 0.12% eran amerindios, el 0.12% eran asiáticos, el 0% eran isleños del Pacífico, el 0.12% eran de otras razas y el 1.28% pertenecían a dos o más razas. Del total de la población el 1.05% eran hispanos o latinos de cualquier raza.